# Щеглов, Дмитрий Фёдорович
Дмитрий Федорович Щеглов (ок. 1831 — 10 февраля 1902 года) — русский педагог и археолог. Известен как автор фундаментального исследования «История социальных систем».

## Биография
Учился в Рязанской духовной семинарии, затем успешно окончил курс в Петербургском педагогическом институте.
С 24 октября 1868 года по 1 сентября 1869 года был преподавателем истории и географии в 6-й Санкт-Петербургской гимназии.
Был директором гимназий в Новочеркасске и в Одессе.
Скончался от паралича сердца 10 февраля 1902, похоронен на Смоленском православном кладбище в Санкт-Петербурге.

## Научная деятельность
Состоя членом Императорского археологического общества, Дмитрий Фёдорович Щеглов неоднократно производил раскопки в Донской области и других местностях Российской империи.

### Научные труды
Щегловым была написана:
- «История социальных систем от древности до наших дней» (Т. 1: Критическое обозрение социальных учений Платона, Т. Мора, Кампанеллы, Гаррингтона, Морелли, Мабли, Бриссо, Сен-Симона, сен-симонистов и Р. Оуэна. — Тип. Н. А. Лебедева, 1870. — 611 с.; Т. 2.: Критическое обозрение социальных учений Фурье, Кабе, Л. Блана, Лямене, П. Леру, Бюше, Отта, Ог. Конта и Литтре. — тип. Министерства внутренних дел, 1889. — 942 с.
  - Изд. 2-е под наименованием: «История социальных систем» (СПб., 1889)[4].

Ему же принадлежит ряд статей, главным образом, исторического содержания в «Библиотеке для чтения», в изданиях Каткова и др. В их числе:
- Значение праздника Казанской Божией Матери 22-го октября в истории России вообще и в истории Войска Донскаго в частности. — Новочеркасск: Тип. «Донской газеты», 1884. — 8 с.
- Как в наше время борются за русскую правду и ревнуют о благе русского народа? Несколько слов о рус.-болгар. отношениях (По поводу писаний г. Татищева). — М.: Русское обозрение, 1892. — 63 с.